# Graciela Daniele
Graciela Daniele (8 de diciembre de 1939) es una bailarina, coreógrafa, directora de teatro argentinoestadounidense.

## Biografía
Oriunda de Buenos Aires, Daniele comenzó su formación en danza a la edad de siete años en el Teatro Colón, Argentina, equivalente al Teatro Bolshoi de Moscú. Más tarde se mudó a París para continuar estudios de ballet, y al mismo tiempo vivía allí asistió a una actuación de West Side Story, viendo la coreografía original de Jerome Robbins. Sobrecogida por la forma en que la danza era una parte integral de la narración, decidió mudarse a la Gran Manzana para estudiar jazz y danza moderna, los estilos a su juicio son los mejores para expresar las emociones humanas en el escenario.
En 1964, como intérprete, Daniele hizo su debut en Broadway, con What Makes Sammy Run?. Siguió estudiando con Martha Graham y Merce Cunningham, mientras trabajaba con luminarias como Bob Fosse, Agnes de Mille, y Michael Bennett, que la contrató para asistirle en Follies, en 1971. Su primer crédito como coreógrafa con todas las reglas, fue el revival de 1979: The Most Happy Fella (estrenado en 1956).
Daniele ha trabajado con Woody Allen en tres filmes: Mighty Aphrodite, Everyone Says I Love You, y Bullets Over Broadway.
Además de su trabajo en la ciudad de Nueva York, donde ha coreografiado para el Ballet Hispánico, y se desempeñó como directora en residencia en el Lincoln Center, Daniele ha dirigido y/o coreografiado teatro, ópera, y producciones danzantes por todo EE. UU.
Ha dirigido y coreografiado varios musicales de Lynn Ahrens y Stephen Flaherty, incluyendo, más recientemente The Glorious Ones (2007) y Dessa Rose (2005) en el Teatro Off-Broadway Mitzi E. Newhouse, en el Lincoln Center. Ha dirigido y/o coreografiado varios musicales del Off-Broadway Michael John LaChiusa , y más recientemente con Bernarda Alba (2006) y Little Fish  (2003).

## Otros créditos de Broadway
- 2007: The Pirate Queen (estadificación musical)
- 2005: Chita Rivera: The Dancer's Life (directora y coreógrafa)
- 2004: Barbara Cook's Broadway! (consultora creativa)
- 2002: Elaine Stritch At Liberty (consultora de movimiento)
- 1999: Marie Christine (directora y coreógrafa)
- 1999: Annie Get Your Gun (directora y coreógrafa)
- 1998: Ragtime (coreógrafa)
- 1995: Chronicle of a Death Foretold (directora, coreógrafa, dramaturga)
- 1993: The Goodbye Girl (coreógrafa)
- 1990: Once on This Island (directora y coreógrafa)
- 1985: The Mystery of Edwin Drood (coreógrafa)
- 1984: The Rink (coreógrafa)
- 1983: Zorba (coreógrafa)
- 1981: The Pirates of Penzance (coreógrafa)
- 1978: Working (Additional Spanish lyrics)
- 1975: Chicago (intérprete)
- 1969: Coco (intérprete)
- 1968: Promises, Promises (intérprete)
- 1968: Here's Where I Belong (intérprete)

## Nominaciones a premios
- 2006 Drama Desk Award por Coreografía Excepcional (Bernarda Alba)
- 1999 Drama Desk Award por Mejor Director de un Musical (A New Brain)
- 1998 Tony Award por Mejor Coreografía (Ragtime)
- 1998 Drama Desk Award por Coreografía Excepcional (Ragtime)
- 1996 Tony Award por Mejor Libro de un Musical (Chronicle of a Death Foretold)
- 1996 Tony Award por Mejor Coreografía (Chronicle of a Death Foretold)
- 1996 Drama Desk Award por Mejor Libro (Chronicle of a Death Foretold)
- 1996 Drama Desk Award por Coreografía Excepcional (Chronicle of a Death Foretold)
- 1996 Drama Desk Award por Mejor Director of a Musical (Chronicle of a Death Foretold)
- 1994 Drama Desk Award por Coreografía Excepcional (Hello Again)
- 1994 Drama Desk Award por Mejor Director of a Musical (Hello Again)
- 1993 Tony Award por Mejor Coreografía (The Goodbye Girl)
- 1991 Tony Award por Mejor Coreografía (Once on This Island)
- 1991 Tony Award por Mejor Dirección de un Musical (Once on This Island)
- 1990 Tony Award por Mejor Coreografía (Dangerous Games)
- 1986 Tony Award por Mejor Coreografía (The Mystery of Edwin Drood)
- 1984 Tony Award por Mejor Coreografía (The Rink)
- 1981 Tony Award por Mejor Coreografía (The Pirates of Penzance)
- 1981 Drama Desk Award Coreografía Excepcional (The Pirates of Penzance)

## Otras publicaciones
- graciela Daniele. 1984. Musical comedies. The rink. Programas